# ウラジーミル・ウスチノフ
ウラジーミル・ヴァシーリエヴィチ・ウスチノフ（ロシア語: Влади́мир Васи́льевич Усти́нов, 1953年2月25日 -  ）は、ロシアの官僚、政治家。ニコラエフスク・ナ・アムーレ出身。
1999年検事総長、2006年司法大臣を経て、2008年南部連邦管区大統領全権代表に就任した。
夫人との間に一男一女がある。長男ドミトリーは、2003年11月22日にイーゴリ・セーチンの娘インガ・セーチナと結婚している。